# Zvezde pojejo
Zvezde pojejo je bila slovenska nedeljska oddaja, ki je leta 2008 potekala na RTV Slovenija pod voditeljsko taktirko Petra Polesa in Anje Rupel. V njej so uveljavljeni pevci zapeli v duetu z znanim Slovencem iz nepevskih vod (politikom, igralcem, radijskim ali televizijskim voditeljem, športnikom ipd.). Narejena je bila po licenci švedske produkcijske hiše MTV Mastiff. Oddaja je bila razdeljena na 3 serije. Urednica oddaje je bila Dajana Makovec.
Nastopajoče je v živo spremljal hišni bend Mali ekrani: Klemen Kotar, Sašo Gačnik, Teo Collori/Žiga Stanonik, Giovanni Toffoloni, Tomi Purich. Glasbeni vodja oddaje je bil Patrik Greblo, ki je poleg Saša Fajona deloval tudi kot glasbeni producent. Koreografa sta bila Miha Lampič (1. in 2. serija) in Anže Škrube (3. serija).

## Potek posamezne serije
Vsaka serija je trajala 10 tednov. Začela se je s 6 oddajami 1. kroga. Vsak teden je seštevek glasov občinstva in strokovne žirije dal zmagovalni duet, ki se je uvrstil v polfinalni krog. Sledile so 3 polfinalne oddaje, v katerih so se pomerili zmagovalci prvega kroga ter 3 pari, ki jih je med drugouvrščenimi izbrala žirija. Iz vsake polfinalne oddaje so gledalci en duet izglasovali v finale. V finalni oddaji so ponovno le gledalci odločili končnega zmagovalca serije.

### Pregled vseh 3 serij
| Serija | Potek           | Zmagovalca                      | Ostali finalisti                                               | Žiranti                                                  |
| ------ | --------------- | ------------------------------- | -------------------------------------------------------------- | -------------------------------------------------------- |
| I.     | 10. 2.–13. 4.   | Jure Sešek in Nuška Drašček     | Eva Irgl in Gianni Rijavec Boštjan Romih in Alenka Godec       | Juan Vasle Andrea F. Miša Molk                           |
| II.    | 20. 4.–22. 6.   | Robert Friškovec in Nina Pušlar | Gašper Jarni in Monika Pučelj Urban Laurenčič in Eva Černe     | Vasilij Polič Helena Blagne Zaman → Janja Pušl Rok Golob |
| III.   | 12. 10.–14. 12. | Jože Krajnc in Marjan Uljan     | Matevž Ogorelec in Tanja Žagar Lukas Zuschlag in Karmen Stavec | Hugo Šekoranja Oriana Girotto Tomaž Domicelj             |

## 1. serija

### Oddaje 1. kroga
Zmagovalni duet
| Duet                             | Duet                 | Pesem                      | Ocene žirije | Ocene žirije | Ocene žirije | Ocene žirije | Tel. glas. (%) | ∑   | Mesto | Pevčeva revijalna pesem    |
| Pevec                            | Nepevec              | Pesem                      | Juan         | Andrea       | Miša         | ∑ (%)        | Tel. glas. (%) | ∑   | Mesto | Pevčeva revijalna pesem    |
| -------------------------------- | -------------------- | -------------------------- | ------------ | ------------ | ------------ | ------------ | -------------- | --- | ----- | -------------------------- |
| 1. oddaja – 10. februar          |                      |                            |              |              |              |              |                |     |       |                            |
| Marko Vozelj                     | Iuna Ornik           | Ti si moja ljubezen        | 3            | 3            | 3            | 33           | 23             | 56  | 2.    | Od višine se zvrti         |
| Nuška Drašček                    | Jure Sešek           | Something Stupid           | 5            | 5            | 1            | 41           | 64             | 105 | 1.    | Jailhouse Rock             |
| Rebeka Dremelj → Sandra Feketija | Mirko Zamernik       | Kako sva si različna       | 1            | 1            | 5            | 26           | 13             | 39  | 3.    | Vrag naj vzame (videospot) |
| 2. oddaja − 17. februar          |                      |                            |              |              |              |              |                |     |       |                            |
| Manca Špik                       | Danijel Šmid - Danny | Ribič, ribič me je ujel    | 1            | 1            | 1            | 11           | 30             | 41  | 3.    | (Simply) The Best          |
| Lepi Dasa                        | Rado Mulej           | Pegasto dekle              | 3            | 5            | 3            | 41           | 13             | 54  | 2.    | Ti si mi u krvi            |
| Alenka Gotar                     | Slaviša Stojanović   | Na soncu                   | 5            | 3            | 5            | 48           | 57             | 105 | 1.    | Taking Chances             |
| 3. oddaja – 24. februar          |                      |                            |              |              |              |              |                |     |       |                            |
| Miha Alujevič                    | Alenka Tetičkovič    | You're the One That I Want | 3            | 3            | 5            | 41           | 17             | 58  | 2.    | Poletna noč                |
| Damjana Golavšek                 | Bogdan Barovič       | What a Wonderful World     | 1            | 5            | 1            | 26           | 18             | 44  | 3.    | Ljubica moj'ga srca        |
| Alenka Godec                     | Boštjan Romih        | Bisere imaš v očeh         | 5            | 1            | 3            | 33           | 65             | 98  | 1.    | I Will Survive             |
| 4. oddaja – 2. marec             |                      |                            |              |              |              |              |                |     |       |                            |
| Ylenia                           | Danijel Malalan      | Vivo per lei               | 5            | 5            | 5            | 56           | 70             | 126 | 1.    | Stop                       |
| Omar Naber                       | Rene Mlekuž          | Homo Carnula               | 3            | 3            | 1            | 25           | 20             | 45  | 2.    | My Way                     |
| Tomo Jurak                       | Vida Petrovčič       | Čez Šuštarski most         | 1            | 1            | 3            | 19           | 10             | 29  | 3.    | Tih deževen dan            |
| 5. oddaja – 9. marec             |                      |                            |              |              |              |              |                |     |       |                            |
| 6Pack Čukur                      | Barbra Drnač         | Sirni & mesni              | 3            | 3            | 1            | 26           | 2              | 28  | 3.    | Fight for Your Right       |
| Rudi Bučar                       | Patrick Vlačič       | Štefana in Bartolin        | 5            | 5            | 5            | 56           | 77             | 133 | 1.    | Diavolo in me              |
| Simona Vodopivec Franko          | Tone Fornezzi Tof    | Ta vražji telefon          | 1            | 1            | 3            | 18           | 21             | 39  | 2.    | Moje pesmi, moje sanje     |
| 6. oddaja − 16. marec            |                      |                            |              |              |              |              |                |     |       |                            |
| Nuša Derenda                     | Klemen Slakonja      | Metulj                     | 5            | 5            | 5            | 56           | 50             | 106 | 1.    | Private Dancer             |
| Eva Hren                         | Vasja Simčič         | Laura non c'è              | 1            | 1            | 1            | 11           | 13             | 24  | 3.    | Lepa Anka                  |
| Gianni Rijavec                   | Eva Irgl             | Vse, kar sva bila          | 3            | 3            | 3            | 33           | 37             | 70  | 2.    | Marie, ne piši pesmi več   |

1. ↑  Namesto Rebeke Dremelj je zaradi bolezni z Mirkom Zamernikom zapela Sandra Feketija.

### Polfinalni krog
V polfinalni krog se je uvrstilo 5 zmagovalnih parov 2. kroga (zmagovalca 2. oddaje Alenka Gotar in Slaviša Stojanovič sta zaradi obveznosti odstopila) ter 4 drugouvrščeni pari, ki jih je izbrala žirija. O finalistih je odločalo le telefonsko glasovanje.
     Zmagovalni duet
| Duet                             | Duet            | Pesem                     | Št. tel. glasov | Revijalne pesmi                                 |
| Pevec                            | Nepevec         | Pesem                     | Št. tel. glasov | Revijalne pesmi                                 |
| -------------------------------- | --------------- | ------------------------- | --------------- | ----------------------------------------------- |
| 1. polfinalna oddaja – 23. marec |                 |                           |                 |                                                 |
| Nuša Derenda                     | Klemen Slakonja | Moja                      | 11590           | Nuša & Nuška – I Know Him So Well               |
| Omar Naber                       | Rene Mlekuž     | Gospod, težko sem ponižen | 2975            | Omar & Nuša – Dok je tebe                       |
| Nuška Drašček                    | Jure Sešek      | Amigos para siempre       | 25591           | Nuška & Omar – Strangers in the Night           |
| 2. polfinalna oddaj − 30. marec  |                 |                           |                 |                                                 |
| Rudi Bučar                       | Patrick Vlačič  | Proud Mary                | 8036            | Rudi & Alenka – More Than Words                 |
| Marko Vozelj                     | Iuna Ornik      | Dobra mrha                | 2976            | Bacila je sve niz rijeku                        |
| Alenka Godec                     | Boštjan Romih   | Soba 102                  | 9642            | Hot Stuff                                       |
| 3. polfinalna oddaja – 6. april  |                 |                           |                 |                                                 |
| Ylenia                           | Danijel Malalan | Prisluhni mi              | 6311            | Ylenia & Vlado – (I've Had) The Time of My Life |
| Vlado Pilja                      | Rado Mulej      | Ne gane me                | 2968            | Čija si                                         |
| Gianni Rijavec                   | Eva Irgl        | Vsi so venci vejli        | 13112           | Gianni & Ylenia – Tu sei l'unica donna per me   |

### Finale − 13. april
| Duet           | Duet          | Počasna pesem              | Hitra pesem         | Št. tel. glasov |
| Pevec          | Nepevec       | Počasna pesem              | Hitra pesem         | Št. tel. glasov |
| -------------- | ------------- | -------------------------- | ------------------- | --------------- |
| Gianni Rijavec | Eva Irgl      | Kje so tiste stezice       | Rdeči cvet          | 8641            |
| Alenka Godec   | Boštjan Romih | Daleč je za naju pomlad    | Silvija             | 15799           |
| Nuška Drašček  | Jure Sešek    | Save the Last Dance for Me | Na vrhu nebotičnika | 18609           |

V finalu so s pevskimi točkami nastopili tudi žiranti in voditelja:
- Juan Vasle − El día que me quieras
- Peter Poles – Number One
- Miša Molk & Peter – Danes mi je 16 let
- Andrea F. − All Along the Watchtower & Natural Blues
- Anja Rupel – Lep je dan

## 2. serija

### Oddaje 1. kroga
Žirijo so sestavljali Vasilij Polič, Helena Blagne Zaman, ki jo je s 5. oddajo nadomestila Janja Pušl, in Rok Golob (ki ga je zgolj v 6. oddaji nadomestil Patrik Greblo).
     Zmagovalni duet
| Duet                  | Duet               | Pesem                       | Ocene žirije | Ocene žirije | Ocene žirije | Ocene žirije | Tel. glas. (%) | ∑   | Mesto | Pevčeva revijalna pesem |
| Nepevec               | Pevec              | Pesem                       | Vasilij      | Helena/Janja | Rok/Patrik   | ∑ (%)        | Tel. glas. (%) | ∑   | Mesto | Pevčeva revijalna pesem |
| --------------------- | ------------------ | --------------------------- | ------------ | ------------ | ------------ | ------------ | -------------- | --- | ----- | ----------------------- |
| 1. oddaja – 20. april |                    |                             |              |              |              |              |                |     |       |                         |
| Anja Križnik Tomažin  | Slavko Ivančić     | Total Eclipse of the Heart  | 5            | 5            | 5            | 56           | 17             | 73  | 2.    | Julija                  |
| Uroš Smolej           | Manca Izmajlova    | All I Ask of You            | 1            | 1            | 1            | 11           | 12             | 23  | 3.    | Lastovke                |
| Robert Friškovec      | Nina Pušlar        | Ostani še minuto            | 3            | 3            | 3            | 33           | 71             | 104 | 1.    | A Moment Like This      |
| 2. oddaja − 27. april |                    |                             |              |              |              |              |                |     |       |                         |
| Eva Longyka Marušič   | Marko Vuksanovič   | Daj nasmeh mi nazaj         | 3            | 1            | 5            | 33           | 12             | 45  | 2.    | Če ne moreš do neba     |
| Miša Margan           | Frenk Nova         | Zemlja pleše                | 1            | 3            | 1            | 19           | 26             | 45  | 2.    | The Great Pretender     |
| Mark Žitnik           | Sanja Grohar       | Zarjavele trobente          | 5            | 5            | 3            | 48           | 62             | 110 | 1.    | Ne grem na kolena       |
| 3. oddaja − 4. maj    |                    |                             |              |              |              |              |                |     |       |                         |
| Andrej Hofer          | Irena Vrčkovnik    | Can't Help Falling in Love  | 1            | 3            | 1            | 19           | 14             | 33  | 3.    | Nah Neh Nah             |
| Barbara Cerar         | Rok Ferengja       | Mini maxi                   | 3            | 1            | 5            | 33           | 14             | 47  | 2.    | Vrača se pomlad         |
| Gašper Jarni          | Monika Pučelj      | Najlepše pesmi              | 5            | 5            | 3            | 48           | 72             | 120 | 1.    | Black Velvet            |
| 4. oddaja − 11. maj   |                    |                             |              |              |              |              |                |     |       |                         |
| Tadeja Ternar         | Samir Kobler       | Vse je lepše, ker te ljubim | 1            | 1            | 1            | 11           | 11             | 22  | 3.    | Always on My Mind       |
| Ana Dolinar           | Anžej Dežan        | Molitva                     | 5            | 3            | 3            | 41           | 42             | 83  | 2.    | Mlade oči               |
| Urban Laurenčič       | Eva Černe          | Sway                        | 3            | 5            | 5            | 48           | 47             | 95  | 1.    | Mesto sanj              |
| 5. oddaja − 18. maja  |                    |                             |              |              |              |              |                |     |       |                         |
| Andrej Velkavrh       | Regina             | Tears in Heaven             | 5            | 3            | 3            | 41           | 25             | 66  | 2.    | Without You             |
| Jože Andrejaš         | Apolonia           | Bye Bye Love                | 1            | 5            | 1            | 26           | 37             | 63  | 3.    | Vsak je sam             |
| Marko Pavliha         | Anika Horvat       | Poišči me                   | 3            | 1            | 5            | 33           | 38             | 71  | 1.    | Vecchio frack           |
| 6. oddaja – 25. maj   |                    |                             |              |              |              |              |                |     |       |                         |
| Gregor Bolčina        | Maja Slatinšek     | All for Love                | 5            | 3            | 5            | 48           | 30             | 78  | 1.    | Alone (od Heart)        |
| Vesna Pernarčič Žunič | Diego Barrios Ross | Volare                      | 1            | 5            | 3            | 33           | 20             | 53  | 3.    | Orion                   |
| Darko Krajnc          | Brigita Šuler      | Dan ljubezni                | 3            | 1            | 1            | 19           | 50             | 69  | 2.    | Med iskrenimi ljudmi    |

V prvih treh oddajah so nastopili evrovizijski predstavniki na Pesmi Evrovizije 2008: Elnur & Samir iz Azerbajdžana, Kraljevi Ulice & 75 Cent iz Hrvaške in Stefan Filipović iz Črne gore.

### Polfinalni krog
Zmagovalni duet
| Duet                             | Duet           | Pesem                          | Št. tel. glasov | Revijalne pesmi                                     |
| Nepevec                          | Pevec          | Pesem                          | Št. tel. glasov | Revijalne pesmi                                     |
| -------------------------------- | -------------- | ------------------------------ | --------------- | --------------------------------------------------- |
| 1. polfinalna oddaja – 1. junij  |                |                                |                 |                                                     |
| Mark Žitnik                      | Sanja Grohar   | Kekčeva pesem                  | 1315            | Sanja & Manca Špik – Iz pekla do raja               |
| Gašper Jarni                     | Monika Pučelj  | Zelene livade s teboj          | 5894            | Monika & Nuška Drašček – Sudnji dan                 |
| Anja Tomažin                     | Slavko Ivančič | Samo ljubezen                  | 2095            | Slavko & Monika – Lutka za bal                      |
| 2. polfinalna oddaja – 8. junij  |                |                                |                 |                                                     |
| Robert Friškovec                 | Nina Pušlar    | Ljubezen iz šolskih dni        | 7139            | Nina & Omar Naber – When You're Gone                |
| Ana Dolinar                      | Anžej Dežan    | You Can Leave Your Hat On      | 4913            | Anžej & Alenka Godec – Endless Love                 |
| Darko Krajnc                     | Brigita Šuler  | Slovenija, od kod lepote tvoje | 6296            | Brigita & Werner – Vjeruj u ljubav                  |
| 3. polfinalna oddaja – 15. junij |                |                                |                 |                                                     |
| Gregor Bolčina                   | Maja Slatinšek | Prisluhni školjki              | 1359            | Maja & Anžej Dežan – Vrniva se na najino obalo      |
| Marko Pavliha                    | Anika Horvat   | Siva pot                       | 1504            | Anika & Manca Izmajlova – Will You Love Me Tomorrow |
| Urban Laurenčič                  | Eva Černe      | Quando, quando, quando         | 7686            | Eva & Nuša Derenda – River Deep, Mountain High      |

### Finale – 22. junij
| Duet             | Duet          | Počasna pesem              | Hitra pesem       | Št. tel. glasov |
| Nepevec          | Pevec         | Počasna pesem              | Hitra pesem       | Št. tel. glasov |
| ---------------- | ------------- | -------------------------- | ----------------- | --------------- |
| Robert Friškovec | Nina Pušlar   | Ne bom ti lagal            | Komar             | 12196           |
| Gašper Jarni     | Monika Pučelj | Ko mi rečeš, da me ljubiš  | Dober dan         | 4647            |
| Urban Laurenčič  | Eva Černe     | I've Got You Under My Skin | V avtu pred menoj | 8283            |

V finalu so nastopili tudi žiranti: Janja Pušl je zaplesala s Petrom Filešem, Vasilij Polič je recitiral pesem Blue Moon, Rok Golob pa je z Urško Majdič izvedel skladbo Vedno prvi.

## 3. serija
Žirijo so sestavljali Hugo Šekoranja, Oriana Girotto in Tomaž Domicelj.

### Oddaje 1. kroga
| Duet                     | Duet                | Pesem                       | Ocene žirije | Ocene žirije | Ocene žirije | Ocene žirije | Tel. glas. (%) | ∑   | Mesto | Pevčeva revijalna pesem                              |
| Nepevec                  | Pevec               | Pesem                       | Hugo         | Oriana       | Tomaž        | ∑ (%)        | Tel. glas. (%) | ∑   | Mesto | Pevčeva revijalna pesem                              |
| ------------------------ | ------------------- | --------------------------- | ------------ | ------------ | ------------ | ------------ | -------------- | --- | ----- | ---------------------------------------------------- |
| 1. oddaja – 12. oktober  |                     |                             |              |              |              |              |                |     |       |                                                      |
| Katja Fašink             | Aleš Vovk - Raay    | Vedno bom le tebe ljubil    | 5            | 3            | 5            | 48           | 40             | 88  | 1.    | Nothing's Gonna Change My Love for You (s T* Angels) |
| Veronika Žajdela         | Miran Rudan         | Dream a Little Dream        | 3            | 1            | 3            | 26           | 7              | 33  | 3.    | Ko si na tleh                                        |
| Matevž Ogorelec          | Tanja Žagar         | Čuvaj to ljubezen           | 1            | 5            | 1            | 26           | 53             | 79  | 2.    | Poj, kitara mojega srca                              |
| 2. oddaja − 19. oktober  |                     |                             |              |              |              |              |                |     |       |                                                      |
| Lukas Zuschlag           | Karmen Stavec       | Somewhere Out There         | 5            | 5            | 5            | 56           | 46             | 102 | 1.    | Proud Mary                                           |
| Lucija Ćirović           | Cole Moretti        | Voda                        | 1            | 1            | 1            | 11           | 13             | 24  | 3.    | Hotel California                                     |
| Matej Špehar - Racman    | Alya                | You Shook Me All Night Long | 3            | 3            | 3            | 33           | 41             | 74  | 2.    | Nobody Knows (od Pink)                               |
| 3. oddaja − 26. oktober  |                     |                             |              |              |              |              |                |     |       |                                                      |
| Gregor Murn              | Eva Moškon          | La Bamba                    | 1            | 3            | 1            | 18           | 15             | 33  | 3.    | Zbudi se                                             |
| Smiljan Pušenjak         | Lidija Kodrič       | Oči čornije                 | 5            | 5            | 5            | 56           | 28             | 84  | 1.    | Za prijatelje                                        |
| Jure Mastnak             | Marta Zore          | The Boxer                   | 3            | 1            | 3            | 26           | 57             | 83  | 2.    | Z več plati                                          |
| 4. oddaja − 2. november  |                     |                             |              |              |              |              |                |     |       |                                                      |
| Tjaša Hrobat Košir       | Rudolf Gas          | Bésame mucho                | 3            | 5            | 5            | 48           | 32             | 80  | 1.    | Ta noč je moja                                       |
| Uroš Fürst               | Tina Gačnik - Tiana | Vsak je sam                 | 5            | 3            | 3            | 41           | 36             | 77  | 2.    | Nora misel                                           |
| Robert Roškar            | Špelca Kleinlercher | Ljubljanski zvon            | 1            | 1            | 1            | 11           | 32             | 43  | 3.    | Od rođendana do rođendana                            |
| 5. oddaja – 9. november  |                     |                             |              |              |              |              |                |     |       |                                                      |
| Ana Marija Mitič         | Sebastian           | Če je to slovo              | 1            | 3            | 1            | 18           | 23             | 41  | 3.    | Barka iz perja                                       |
| Sašo Papp                | Tina Marinšek       | Smooth                      | 5            | 5            | 5            | 56           | 58             | 114 | 1.    | Rada bi nazaj                                        |
| Eva Škofič Maurer        | Vili Resnik         | Ti si rekla sonce           | 3            | 1            | 3            | 26           | 19             | 45  | 2.    | Words                                                |
| 6. oddaja − 16. november |                     |                             |              |              |              |              |                |     |       |                                                      |
| Jože Krajnc              | Marjan Uljan        | Je treba delat              | 3            | 5            | 5            | 48           | 68             | 116 | 1.    | Vse je lepše, ker te ljubim                          |
| Akira Hasegawa           | Jadranka Juras      | The Look of Love            | 5            | 3            | 1            | 33           | 11             | 44  | 2.    | Over the Rainbow                                     |
| Jaka Jakopič             | Katja Koren         | It Takes Two                | 1            | 1            | 3            | 19           | 21             | 40  | 3.    | Na krilih ljubezni                                   |

### Polfinalni krog
V polfinalni krog so se poleg 6 zmagovalnih parov prvega kroga uvrstili še Uroš Fürst-Tina Gačnik in Jure Mastnak-Marta Zore (po izboru žirije) ter Matevž Ogorelec-Tanja Žagar (kot zmagovalca spletnega glasovanja).
     Zmagovalni duet
| Duet                                | Duet                | Pesem                        | Št. tel. glasov | Revijalne pesmi                                         |
| Nepevec                             | Pevec               | Pesem                        | Št. tel. glasov | Revijalne pesmi                                         |
| ----------------------------------- | ------------------- | ---------------------------- | --------------- | ------------------------------------------------------- |
| 1. polfinalna oddaja − 23. november |                     |                              |                 |                                                         |
| Katja Fašink                        | Raay                | Ne reci nikdar               | 5773            | Raay & Nina Pušlar – Let's Make Love                    |
| Sašo Papp                           | Tina Marinšek       | Unchain My Heart             | 3851            | Dan neskončnih sanj                                     |
| Lukas Zuschlag                      | Karmen Stavec       | Mamma Mia                    | 8738            | Karmen & Anžej Dežan – Julija                           |
| 2. polfinalna oddaja − 30. november |                     |                              |                 |                                                         |
| Tjaša Hrobat Košir                  | Rudolf Gas          | Caruso                       | 3611            | Rudolf & Nuška Drašček – Crazy Little Thing Called Love |
| Smiljan Pušenjak                    | Lidija Kodrič       | Moj Maribor                  | 1065            | Lidija & Irena Vrčkovnik − Čez Šuštarski most           |
| Matevž Ogorelec                     | Tanja Žagar         | Hajde, da ludujemo           | 19758           | Tanja & Rok Ferengja − Ljubezni najin čas               |
| 3. polfinalna oddaja − 7. december  |                     |                              |                 |                                                         |
| Jože Krajnc                         | Marjan Uljan        | Mi 'mamo se fajn             | 7876            | Marjan & Ylenia – Pesem za dinar                        |
| Uroš Fürst                          | Tina Gačnik - Tiana | Sunny                        | 2169            | Tiana & Marko Vozelj – Če se bojiš neba                 |
| Jure Mastnak                        | Marta Zore          | Has amado una mujer de veras | 6464            | Marta & Nuša Derenda – Waterloo                         |

### Finale − 14. december
| Duet            | Duet          | Počasna pesem    | Hitra pesem                   | Št. tel. glasov |
| Nepevec         | Pevec         | Počasna pesem    | Hitra pesem                   | Št. tel. glasov |
| --------------- | ------------- | ---------------- | ----------------------------- | --------------- |
| Matevž Ogorelec | Tanja Žagar   | Še je čas        | Ne spavaj mala moja dok svira | 6319            |
| Lukas Zuschlag  | Karmen Stavec | Careless Whisper | Od pekla do raja              | 3352            |
| Jože Krajnc     | Marjan Uljan  | Ko to tamo peva  | Nadalina                      | 13883           |

V finalu so nastopili tudi žiranti: Oriana Girotto je zapela Figlio della luna, Hugo Šekoranja je na saksofonu izvedel Zvezdni prah, Tomaž Domicelj pa je zapel Zakaj ne maram Mozarta.

## Superfinale
Oddaja se je zaključila s superfinalnom 21. decembra 2008, v katerem so se pomerili zmagovalci vseh treh serij. Vsak izmed parov je naprej zapel dve pesmi, gledalci so nato izločili Roberta in Nino, Jure in Nuška ter Jože in Marjan pa so nastopili še s tretjo skladbo. Končna zmagovalca sta postala Jure Sešek in Nuška Drašček. Malim ekranom so se pridružili godalci, zato so se preimenovali v Blazne plazme.
| Duet             | Duet          | 1. pesem                  | 2. pesem (praznična)                                    | 3. pesem (iz preteklih oddaj) | Mesto            |
| Nepevec          | Pevec         | 1. pesem                  | 2. pesem (praznična)                                    | 3. pesem (iz preteklih oddaj) | Mesto            |
| ---------------- | ------------- | ------------------------- | ------------------------------------------------------- | ----------------------------- | ---------------- |
| Robert Friškovec | Nina Pušlar   | Daj povej (Summer Nights) | Novo leto (od Rok'n'banda)                              | —                             | 3.               |
| Jure Sešek       | Nuška Drašček | Uspavanka za Evo          | Glej, zvezdice božje                                    | Amigos para siempre           | 1. (8140 glasov) |
| Jože Krajnc      | Marjan Uljan  | Mojster                   | Božiček prihaja v mesto (Santa Claus Is Coming to Town) | Ko to tamo peva               | 2. (6715 glasov) |

Revijalni program:
- Eva Černe, Monika Pučelj & Regina − Bel božič (White Christmas)
- Patrik Greblo & Miha Lampič – Naj sneži (Let It Snow)
- Anže Škrube & Maestro
- Anžej Dežan & Rok Ferengja – Silvestrski poljub

Za čisti konec so vsi nastopajoči v superfinalni oddaji skupaj z voditeljema zapeli Belo snežinko.

## Vir
- http://www.rtvslo.si/zvezdepojejo/index.php
- Zvezde plešejo v arhivu RTV Slovenija